# Karlo III., kralj Navare
Karlo III. (1361. – 8. rujna 1425.), zvani Plemeniti, bio je kralj Navare od 1387. do svoje smrti i grof Évreuxa od 1387. do 1404. godine, kada je razmijenio tu titulu za titulu vojvode od Nemoursa. Proveo je svoju vladavinu u poboljšanju infrastrukture svoga kraljevstva, vraćajući Navari ponos nakon lošeg vladanja njegova oca Karla Lošeg i krpajući zategnute odnose s Francuskom. Majka Karla III. bila je Ivana Valois, kraljica Navare.
Karlo III. je rođen u Mantes-la-Jolie. Oženio je Eleanor, kći Henrika II. od Kastilje, godine 1375., završavajući sukob između Kastilje i Navare.
Kao kralj, njegova je politika bila mir s Francuskom, Kastilijom, Aragonom i Engleskom, potpora papama iz Avignona i bračni savezi. Surađivao je s Kastilijom u ratu s kraljevstvom Granade. Ugovorom iz Pariza, on je odustao od svojih potraživanja Champagne i Brie i sklopio mir s Francuskom.
Godine 1413., on je stvorio Cort, neku vrstu vrhovnog suda. On je stvorio naslov Princ Viane za prijestolonasljednika, dajući ga unuku Karlu godine 1423. On je bio pokrovitelj umjetnosti i završio gradnju velike gotičke katedrale u Pamploni. Kada je u pitanju domaća politika, on je odredio ujedinjenje četvrti Pamplone godine 1423., nakon više od tri stoljeća podjela i rivalstva. On je također izgradio kraljevsku palaču u Tafalli i kraljevsku palaču Erriberri, gdje je i umro 1425.
Njegova sestra Ivana  (Joana) udala se za engleskog kralja Henrika IV.

## Potomstvo
Karlo i Leonora imali su osmero djece:
- Ivana Navarska (regentica)
- Blanka I., kraljica Navare
- Izabela Navarska, grofica Armagnaca
- Beatrice (1392. – 1412.), udana za Jakova II., grofa La Marche i imala potomstvo
- Maria (1388. – 1425), umrla neudana i bez djece
- Margaret (1390. – 1403.), umrla neudana i bez djece
- Charles (1397. – 1402.), princ Viane
- Louis (1402.), princ Viane